# Alberto "Chino" Rodríguez
Alberto «Chino» Rodríguez (Ciudad de México, Álvaro Obregón, 13 de diciembre de 1969) es un director de cine, guionista, productor, productor ejecutivo y editor mexicano.
Es mayormente conocido por su trabajo en la casa productora y estudio de animación mexicano Ánima Estudios, principalmente por ser el director de 4 filmes de la saga cinematográfica Las Leyendas: La leyenda de la Llorona, La leyenda de las momias de Guanajuato, La leyenda del Chupacabras y La leyenda del Charro Negro; todos estos secuelas de la cinta La leyenda de la Nahuala, dirigida por Ricardo Arnaiz y producida originalmente por Animex Producciones.
También fue director de la película AAA: sin límite de tiempo (2010).
También fue director de algunos episodios de la serie El Chavo animado durante las primeras dos temporadas, así como también productor y editor.
Actualmente desde La liga de los 5 y en las nuevas entregas de Las Leyendas ha trabajado solamente como editor y productor ejecutivo.

## Filmografía
| Año  | Título                                 | Rol                  |
| ---- | -------------------------------------- | -------------------- |
| 2005 | Imaginum                               | Editor               |
| 2009 | El Agente 00-P2                        | Editor               |
| 2010 | AAA sin límite en el tiempo            | Director             |
| 2011 | La leyenda de la Llorona               | Director             |
| 2014 | La leyenda de las momias de Guanajuato | Director y Guionista |
| 2016 | La leyenda del Chupacabras             | Director y Guionista |
| 2018 | La leyenda del Charro Negro            | Director y Guionista |
| 2020 | La liga de los 5                       | Productor Ejecutivo  |
| 2022 | Las leyendas: el origen                | Productor Ejecutivo  |
| 2023 | La leyenda de los Chaneques            | Productor Ejecutivo  |

### Televisión
| Año  | Título           | Rol                  | Temporada |
| ---- | ---------------- | -------------------- | --------- |
| 2006 | El Chavo animado | Productor y Director | I y II    |